# William Morgan (Bijbelvertaler)

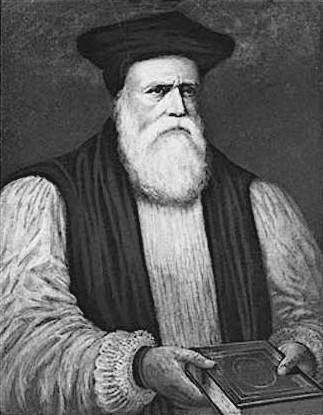
William Morgan.

William Morgan (Penmachno, 1545 – St Asaph, 10 september 1604) was een Welshe geestelijke, bisschop van Llandaff en St Asaph en de eerste vertaler van de volledige Bijbel in het Welsh. 

## Bijbelvertaling
De William Morgan Bible (Y Beibl cyssegr-lan), zoals hij in Wales gewoonlijk genoemd wordt, werd in 1588 gepubliceerd. De invloed van zijn vertaling op de taal en de literatuur van het Welsh is groot. Het is een klassieke vertaling, met een rijke maar goed onderbouwde woordenschat, die een belangrijke rol heeft gespeeld bij de ontwikkeling van de Welshe standaardtaal.